# Kaliumsparande diuretika
Kaliumsparande diuretika är diuretika som inte leder till ökad utsöndring av kalium till urinen. De används främst syfte till att sänka blodtrycket vid hypertension, eller vid hjärtsvikt. De används ofta tillsammans med andra typer av läkemedel, framför allt loopdiuretika, som normalt ökar kaliumutsöndringen, genom att ge båda typer av läkemedel samtidigt minskar man effekter på kaliumbalansen i blodet.

## Verkningsmekanism
De olika typerna av kaliumsparande diuretika som finns delar egenskapen att de minskar effekterna av aldosteron, antingen genom att hämma epiteliala natriumjonkanaler i njurens nefron, eller genom att hämma den intracellulära aldosteronreceptorn, som i sin tur reglerar uttrycket av tidigare nämnda natriumjonkanaler.

## Läkemedel
- Epiteliala natriumjonkanalhämmare
  - Amilorid
  - Triamterene(en)
- Aldosteronantagonister:
  - Spironolakton
  - Eplerenon

## Övriga Läkemedel
Även om ACE-hämmande läkemedel inte har en direkt påverkan på aldosteronreceptorn, kommer deras hämmande effekt på RAAS-systemet att minska aldosteronnivåerna, och därmed indirekt påverka utsöndring av kalium till urinen.